# Бядачев
Бядачев (пол. Biadaczew) — село в Польщі, у гміні Буженін Серадзького повіту Лодзинського воєводства.
Населення — 78 осіб (2011).
У 1975-1998 роках село належало до Серадзького воєводства.

## Демографія
Демографічна структура станом на 31 березня 2011 року:
|          | Загалом | Допрацездатний вік | Працездатний вік | Постпрацездатний вік |
| -------- | ------- | ------------------ | ---------------- | -------------------- |
| Чоловіки | 45      | 9                  | 31               | 5                    |
| Жінки    | 33      | 4                  | 23               | 6                    |
| Разом    | 78      | 13                 | 54               | 11                   |